# Amphiblestrum rossi
Amphiblestrum rossi är en mossdjursart som beskrevs av Hayward och Thorpe 1989. Amphiblestrum rossi ingår i släktet Amphiblestrum och familjen Calloporidae. Inga underarter finns listade i Catalogue of Life.